# Charles Van Den Born
Charles-Louis Van Den Born (Lieja, 11 de juliol de 1874 - Saint-Germain-en-Laye, 24 de gener de 1958) va ser un ciclista belga, que competí a principis del segle xx. Especialista en la Velocitat, va aconseguir set campionats nacionals.

## Palmarès
- 1898
  -  Campió de Bèlgica de velocitat
- 1901
  -  Campió de Bèlgica de velocitat
- 1905
  -  Campió de Bèlgica de velocitat
- 1906
  -  Campió de Bèlgica de velocitat
- 1907
  -  Campió de Bèlgica de velocitat
- 1908
  -  Campió de Bèlgica de velocitat
- 1909
  -  Campió de Bèlgica de velocitat